# العلاقات الإماراتية الليختنشتانية
العلاقات الإماراتية الليختنشتانية هي العلاقات الثنائية التي تجمع بين الإمارات العربية المتحدة وليختنشتاين.

## مقارنة بين البلدين
هذه مقارنة عامة ومرجعية للدولتين:
| وجه المقارنة                                              | الإمارات العربية المتحدة | ليختنشتاين                                 |
| --------------------------------------------------------- | ------------------------ | ------------------------------------------ |
| المساحة (كم2)                                             | 83.60 ألف                | 16                                         |
| عدد السكان (نسمة)                                         | 9.40 مليون               | 37.47 ألف                                  |
| الكثافة السكانية (ن./كم²)                                 | 112.44                   | 234.19 ألف                                 |
| العاصمة                                                   | أبو ظبي                  | فادوتس                                     |
| اللغة الرسمية                                             | اللغة العربية            | اللغة الألمانية                            |
| العملة                                                    | درهم إماراتي             | فرنك سويسري                                |
| الناتج المحلي الإجمالي (بليون دولار)                      | 382.58 مليار             | 6.29 مليار                                 |
| الناتج المحلي الإجمالي (تعادل القوة الشرائية) بليون دولار | 640.72 مليار             |                                            |
| الناتج المحلي الإجمالي الاسمي للفرد دولار أمريكي          | 40.44 ألف                |                                            |
| الناتج المحلي الإجمالي للفرد دولار أمريكي                 | 67.67 ألف                |                                            |
| مؤشر التنمية البشرية                                      | 0.835                    | 0.908                                      |
| رمز المكالمات الدولي                                      | +971                     | +423                                       |
| رمز الإنترنت                                              | .ae، .امارات             | .li                                        |
| المنطقة الزمنية                                           | ت ع م+04:00              | توقيت وسط أوروبا، ت ع م+01:00، ت ع م+02:00 |

## منظمات دولية مشتركة
يشترك البلدان في عضوية مجموعة من المنظمات الدولية، منها:
| علم المنظمة | اسم المنظمة                   | تاريخ انضمام الإمارات العربية المتحدة | تاريخ انضمام ليختنشتاين |
| ----------- | ----------------------------- | ------------------------------------- | ----------------------- |
|             | الاتحاد البريدي العالمي       | ?                                     | ?                       |
|             | الاتحاد الدولي للاتصالات      | 27 يونيو 1972                         | 25 يوليو 1963           |
|             | منظمة حظر الأسلحة الكيميائية  | ?                                     | ?                       |
|             | منظمة التجارة العالمية        | ?                                     | ?                       |
|             | منظمة الشرطة الجنائية الدولية | ?                                     | ?                       |
|             | الأمم المتحدة                 | 9 ديسمبر 1971                         | 18 سبتمبر 1990          |

## وصلات خارجية
- موقع وزارة الخارجية الإماراتية